# Калачёв, Дмитрий Сергеевич
Дмитрий Сергеевич Калачёв (род. 16 июня 1978) — белорусский футболист, полузащитник.

## Биография
Воспитанник могилёвского футбола. В юниорском возрасте занимался в минском РУОР и в 1995 году дебютировал во взрослом футболе во второй лиге Беларуси в составе старшей команды училища (из-за партнёрского соглашения с мозырским МПКЦ команда в том сезоне носила название МПКЦ-2).
В ходе сезона 1995 года вернулся в Могилёв и сыграл свои первые матчи в высшей лиге Беларуси за местный «Днепр», а уже со следующего сезона стал регулярно играть за основной состав. В 1998 году со своим клубом стал чемпионом страны. Был на просмотре в московском «Торпедо» и клубах Польши, но переход не состоялся из-за высокой трансферной цены. Проведя восемь лет в могилёвском клубе, летом 2003 года перешёл в минское «Динамо» и стал бронзовым призёром чемпионата 2003 года, также выходил на поле в матчах еврокубков. В 2004 году минчане стали чемпионами Беларуси, однако Калачёв, сыграв 6 матчей за «Динамо» в первом круге, перешёл в «Шахтёр» (Солигорск), с которым завоевал бронзовые награды сезона-2004.
В 2005 году перешёл в «Динамо» (Брест), где провёл два сезона. Играл в матчах начальных раундов Кубка Беларуси 2006/07, в котором брестский клуб стал победителем, однако во время зимнего перерыва покинул команду и перешёл в «Дариду», где провёл полсезона. Летом 2007 года вернулся в могилёвский «Днепр», провёл в клубе несколько сезонов и в 2009 году завоевал бронзовые медали чемпионата. Летом 2010 года покинул «Днепр» из-за конфликта с одним из руководителей и перешёл в «Белшину», которая стала для него последним клубом высшей лиги.
В 2011 году выступал в первой лиге за дебютанта турнира «Слуцк». В 2012 году был в составе могилёвского «Днепра», опустившегося в первую лигу и ставшего её победителем, но выступал только за дубль, где был играющим тренером. В конце карьеры играл на любительском уровне за «Горки» в чемпионате области.
Всего в высшей лиге Беларуси сыграл 354 матча и забил 19 голов, из них за могилёвский «Днепр» — 264 матча и 16 голов.
Выступал за молодёжную сборную Беларуси.
После окончания карьеры работал на административных должностях в могилёвском клубе. По состоянию на 2020 год — директор «Днепра».

## Достижения
- Чемпион Беларуси: 1998
- Бронзовый призёр чемпионата Беларуси: 2003, 2004, 2009

## Личная жизнь
Женат, есть сын Сергей и дочь Влада.
Брат Тимофей (род. 1981) тоже стал футболистом, выступал за сборную Беларуси.